# 布莱切利四人组
布莱切利四人组（英語：The Bletchley Circle）是一部电视英国推理迷你电视剧。节目设定在1952年，讲述了布萊切利園的四名女密码分析员发现了一连串谋杀案的规律，报告警察但被警察忽视后，她们决定自己进行调查的故事。
节目2012年于獨立電視台在英国播出，于2013年由公共电视网在美国播出。第二季从2014年1月开始播出。